# El odio que das
El odio que das (en inglés The Hate U Give) es una novela para adultos jóvenes de 2017 de Angie Thomas. Es la primera novela de Thomas, ampliada a partir de un cuento que escribió en la universidad en reacción al tiroteo policial de Oscar Grant. El libro está narrado por Starr Carter, una niña afroestadounidense de 16 años de un barrio pobre que asiste a una escuela privada de élite en una parte próspera de la ciudad predominantemente blanca. Starr se enreda en una noticia nacional después de presenciar cómo un oficial de policía blanco dispara y mata a su amigo de la infancia, Khalil. Ella habla sobre el tiroteo de manera cada vez más pública, y las tensiones sociales culminan en un motín después de que un gran jurado decide no acusar al oficial de policía por el tiroteo.
El odio que das fue publicado el 28 de febrero de 2017 por el sello Balzer + Bray de HarperCollins, que había ganado una guerra de ofertas por los derechos de la novela. El libro fue un éxito comercial, debutando en el número uno en la lista de libros más vendidos para adultos jóvenes de The New York Times, donde permaneció durante 50 semanas. Ganó varios premios y recibió elogios de la crítica por la escritura y el tema oportuno de Thomas. Al escribir la novela, Thomas intentó expandir la comprensión de los lectores sobre el movimiento Black Lives Matter, así como las dificultades que enfrentan los estadounidenses negros que emplean el cambio de código. Estos temas, así como el lenguaje vulgar, atrajeron cierta controversia y provocaron que el libro fuera uno de los libros más cuestionados de 2017, 2018 y 2020 según la Asociación de Bibliotecas de Estados Unidos.
El libro fue adaptado a una película homónima por 20th Century Fox en octubre de 2018, que recibió críticas positivas. La novela también se adaptó a un audiolibro, que ganó varios premios y obtuvo elogios para su narrador, Bahni Turpin.

## Desarrollo y publicación
Conmocionada por el asesinato de Oscar Grant en 2009, la entonces estudiante universitaria Angie Thomas comenzó el proyecto como una historia corta para su proyecto de último año en el programa de escritura creativa de la Universidad de Belhaven. Mientras escribía el cuento, el proyecto se expandió rápidamente, aunque Thomas lo dejó de lado durante algunos años después de graduarse. En declaraciones al periódico de su ciudad natal, Thomas dijo: "Quería asegurarme de abordarlo no solo con ira, sino incluso con amor". Las muertes de Trayvon Martin, Michael Brown, Tamir Rice y Sandra Bland hicieron que Thomas volviera a expandir el proyecto en una novela, que tituló después del concepto "THUG LIFE" de Tupac: "The Hate U Give Little Infants Fucks Everybody". Los eventos que rodearon los asesinatos de Alton Sterling, Philando Castile y Michael Brown, y las protestas generalizadas que siguieron contra el racismo y la brutalidad policial, también informaron momentos en el libro.
Sin estar segura de si los editores estarían interesados en el material inspirado en Black Lives Matter, Thomas contactó al agente literario Brooks Sherman en Twitter en junio de 2015 para pedirle consejo. En febrero de 2016, el sello Balzer + Bray de HarperCollins compró los derechos de la novela en una subasta, superando a otras 13 editoriales, y firmó un contrato de dos libros con Thomas. 20th Century Fox adquirió los derechos cinematográficos al mes siguiente.
El libro de 464 páginas se publicó en inglés el 28 de febrero de 2017, cuando la industria intentaba abordar un estancamiento de una década en la cantidad de libros infantiles escritos por autores afroamericanos. Desde su publicación, Thomas se ha convertido en un ejemplo de los intentos de los editores de publicar más novelistas afroamericanos adultos jóvenes.

## Argumento
Starr Carter es una niña negra de 16 años que vive en el vecindario ficticio mayoritariamente pobre de Garden Heights, pero asiste a una escuela privada próspera predominantemente blanca, Williamson Prep. Después de que un tiroteo interrumpe una fiesta a la que Starr asiste, Khalil —su mejor amigo de la infancia de la cual estuvo enamorada— la lleva a casa. Son detenidos por un oficial de policía blanco. El oficial le indica a Khalil, que es negro, que salga del auto; mientras está afuera del auto, Khalil se inclina hacia la ventana del lado del conductor para ver cómo está Starr. El oficial asume que está agarrando un arma y le dispara a Khalil tres veces, matándolo.
Starr accede a una entrevista con la policía sobre el tiroteo después de que su tío Carlos, que también es detective, la anima. Carlos fue una figura paterna para Starr cuando su padre, Maverick, pasó tres años en prisión por actividades de pandillas. Después de su liberación, Maverick dejó la pandilla y se convirtió en el dueño de la tienda de comestibles Garden Heights donde trabajan Starr y su medio hermano mayor, Seven. A Maverick solo se le permitió dejar su pandilla, los King Lords, porque confesó un crimen para proteger al líder de la pandilla King. Muy temido en el vecindario, King ahora vive con la madre de Seven, la media hermana de Seven, Kenya —que es amiga de Starr— y la hermana pequeña de Kenya, Lyric.
La muerte de Khalil se convierte en una noticia nacional. Los medios retratan a Khalil como un pandillero y traficante de drogas, mientras que retratan favorablemente al oficial blanco que lo mató. La identidad de Starr como testigo se mantiene inicialmente en secreto para todos los que no pertenecen a la familia de Starr, incluido su hermano menor Sekani. Ocultar el secreto a su novio blanco Chris y a sus mejores amigas Hailey Grant y Maya Yang —quienes asisten a Williamson Prep—, pesa sobre Starr, al igual que su necesidad de mantener separadas sus personalidades de Williamson y Garden Heights. Las luchas de Starr con su identidad se complican aún más cuando su madre consigue un trabajo mejor pagado y la familia se muda de Garden Heights.
Después de que un gran jurado no logra imputar al oficial blanco, Garden Heights estalla en protestas pacíficas y disturbios. El fracaso del sistema de justicia penal para responsabilizar al oficial empuja a Starr a asumir un papel cada vez más público, primero dando una entrevista televisiva y luego hablando durante las protestas, que se encuentran con la policía antidisturbios. Su creciente identificación con la gente de Garden Heights provoca tensión con los amigos de Starr, especialmente con su novio Chris. Pero al final de la novela, Starr y Maya han comenzado a hacer frente a los comentarios racistas de Hailey mientras Chris ofrece su apoyo a Starr.
El clímax de la novela ocurre durante el motín que siguió a la decisión del gran jurado. Starr, Chris, Seven y DeVante —a quien Maverick ayudó a dejar los King Lords—, defienden con éxito la tienda de Maverick de King. El vecindario se opone a King y, como resultado del testimonio de DeVante, King es arrestado y se espera que sea encarcelado por una larga sentencia. Starr promete mantener viva la memoria de Khalil y continuar su defensa contra la injusticia.

## Estilo
Vincent Haddad, de la Central State University, ve a El odio que das como un intento de generar empatía con el movimiento Black Lives Matter, ya que "los llamados a la empatía representados en el relato en primera persona de Starr sirven en última instancia para disciplinar a aquellos que buscan soluciones consideradas demasiado 'despreciables'". realista' para oponerse a la 'violencia sostenida contra las comunidades negras'". Al mantener el realismo y nombrar explícitamente a las víctimas de la brutalidad policial en el mundo real, Haddad sostiene que Thomas puede estimular la acción en sus lectores. Sin embargo, finalmente siente que hay límites para este enfoque porque se trata del individuo más que del colectivo. Por el contrario, Constance Grady de Vox argumenta que este realismo es lo que hace que la novela finalmente funcione para propósitos más amplios: "La especificidad y la extravagancia de ideas como la escala de ira de las canciones de ruptura es lo que mantiene a El odio que das moviéndose tan hábilmente a través de su pesado tema; se mantiene cálido, enfocado y arraigado en el carácter, incluso cuando se trata de grandes ideas amorfas como el racismo sistémico".

## Temas
Las relaciones raciales son un tema central de la novela. El profesor Khalil Muhammad, de la Escuela de Gobierno Kennedy de la Universidad de Harvard, ve la novela como una forma de entablar debates entre personas que de otro modo no hablarían de Black Lives Matter: "El libro, y hasta cierto punto la película, ha sido leído y será leído por los estudiantes en espacios completamente blancos, donde de otro modo la urgencia de estos problemas no los ha afectado personalmente". Al mismo tiempo, podría ofrecer consuelo a los adolescentes negros que han enfrentado desafíos similares a los de Starr. Un ejemplo de esto es la capacidad de Starr para cambiar el código entre su escuela privada y su hogar, lo que Thomas demuestra a través de la jerga que Starr usa en los diálogos en cada contexto. También ayuda a Starr su propia familia, que ofrece una variedad de puntos de vista, incluidos los pensamientos de su tío como oficial de policía y de su padre enseñando a Starr y a sus hermanos sobre el Partido Pantera Negra. La novela también muestra las luchas de los padres de Starr para mantenerse conectados con su comunidad mientras necesitan proteger y dar oportunidades a sus hijos.
El odio que das muestra la doble necesidad de Starr de responder tanto al trauma de presenciar la muerte de Khalil como a su necesidad de responder políticamente. Esta doble necesidad, combinada con la capacidad de Thomas para enraizar estas luchas en su contexto histórico, ayuda a darle al libro su poder, según lo que escribió Jonathan Alexander en Los Angeles Review of Books. La crítica de Los Angeles Times, Adriana Ramírez, ve a Starr como similar a los protagonistas de novelas distópicas de fantasía como Divergente y Los juegos del hambre mientras busca cambiar un sistema de poder arraigado, señalando que "también es una novela distópica para adultos jóvenes que resulta estar ambientada en la realidad". Nick Smart, profesor en el College of New Rochelle, va más allá y afirma: "En El odio que das, también hay una niña, que resulta ser una niña negra, que es enviada contra el sistema, contra el mundo, contra una oposición arraigada", mientras que Ramírez señala que la negrura de Starr es un elemento central para algunos lectores. Antes de su publicación, explorar una perspectiva femenina sobre el aislamiento y la necesidad de ser una minoría modelo en una escuela privada de élite era algo que no se había realizado en literatura o cine con la misma frecuencia que para los hombres. La capacidad de Thomas para capturar estos sentimientos surgió de sus propias experiencias con las reacciones de sus compañeros de clase blancos tras la muerte de Oscar Grant.
Hablando sobre el título, The Atlantic escribió: "El título del libro de Thomas deriva de la filosofía THUG LIFE del rapero Tupac Shakur, que supuestamente significa "El odio que le das a los niños pequeños, se folla a todos" (traducción del inglés de The Hate U Give Little Infants Fucks Everybody), y es un tema al que la novela vuelve varias veces. El acrónimo tatuado en el abdomen de Tupac podría leerse como un abrazo a un estilo de vida peligroso, pero, como Khalil le explica a Starr, minutos antes de que el policía los detenga, en realidad es una acusación de desigualdad y hostilidad sistémica: “Lo que la sociedad nos da como jóvenes, les muerde el culo cuando nos volvemos locos”.
La novela no rehúye las realidades de la vida urbana, ejemplificadas por la referencia del título a la cita de Tupac Shakur. Los sentimientos de Starr sobre Khalil evolucionan durante la novela. Al lector se le presenta por primera vez en la fiesta como amigo de Starr y como víctima de un tiroteo policial. Esta narración se complica tanto para Starr como para el mundo de la novela en general cuando se descubre que Khalil traficaba con drogas. Sin embargo, Starr llega a estar en desacuerdo con la forma en que los medios retratan a Khalil. A medida que Starr encuentra su propia agencia, puede desafiar esta narrativa primero para ella misma y luego para los demás, reconociendo que Khalil se vio obligado a estas circunstancias por la pobreza, el hambre y el deseo de cuidar a su madre drogadicta. Ella es capaz de mostrar su coraje hablando con el gran jurado y se da cuenta de que necesita participar en las protestas que siguen a su decisión. Cómo y dónde Khalil y Starr pueden encontrar justicia también impulsa la decisión de Starr de unirse a las protestas.

## Recepción
El libro debutó en la parte superior de la lista de libros más vendidos para adultos jóvenes (YA) del New York Times, y estuvo en ella durante más de 80 semanas. El libro tuvo 100 000 copias impresas en el primer mes, vendiendo posteriormente más de 850 000 copias a partir de junio de 2018. El libro fue popular entre los lectores, ganando la votación de los premios anuales Goodreads en las categorías de Mejor ficción para adultos jóvenes y Autor debutante. Los críticos también elogiaron ampliamente el libro. En el Christian Science Monitor, Katie Ward Beim-Esche escribió: "Cree en la exageración: El odio que das, el extraordinario e intrépido debut de Angie Thomas, realmente es así de bueno". Shannon Ozirny de The Globe and Mail también sintió que sería tienen un gran atractivo, "Ignore la etiqueta YA: este debería ser el único libro que todos lean este año", también es una lectura muy entretenida y atractiva".
El libro también obtuvo críticas destacadas de múltiples revistas de revisión. Kirkus, que nominó el libro para su premio Kirkus, elogió tanto su escritura como su línea de tiempo: "Con una prosa fluida pero poderosa... Esta historia es necesaria. Esta historia es importante". El experto en literatura para adultos jóvenes Michael Cart, escribiendo en Booklist, también elogió la escritura de Thomas como Starr: "Maravillosamente escrito en la auténtica voz en primera persona de Starr, esta es una maravilla de verosimilitud". Mientras elogiaba el libro en general en una reseña destacada, Mahnaz Dar de School Library Journal criticó la escritura de varios personajes como "ligeramente desigual". The Bulletin of the Center for Children's Books, Horn Book Magazine, y VOYA también le dieron al libro sus equivalentes de reseñas destacadas.

### Premios y reconocimientos
| Año  | Premio                                               | Resultado          | Ref.   |
| ---- | ---------------------------------------------------- | ------------------ | ------ |
| 2017 | Goodreads Choice Awards for Young Adult Fiction      | Ganador            | [ 37 ] |
| 2017 | Goodreads Choice Award for Debut Goodreads Author    | Ganador            | [ 38 ] |
| 2017 | National Book Award for Young Adult Literature       | Semifinalista      | [ 39 ] |
| 2018 | Audie Award for Best Female Narrator                 | Ganador            | [ 40 ] |
| 2018 | Audie Award for Young Adult                          | Ganador            | [ 41 ] |
| 2018 | British Book Awards Children's Book of the Year      | Finalista          | [ 42 ] |
| 2018 | Medalla Carnegie                                     | Mención honorífica | [ 43 ] |
| 2018 | Coretta Scott King Book Award                        | Mención honorífica | [ 44 ] |
| 2018 | Deutscher Jugendliteraturpreis                       | Ganador            | [ 45 ] |
| 2018 | Edgar Award Nominee for Best Young Adult             | Ganador            | [ 46 ] |
| 2018 | Goodreads Choice Award Best of the Best              | Ganador            | [ 47 ] |
| 2018 | Indies Choice Award for Young Adult Book of the Year | Ganador            | [ 48 ] |
| 2018 | Michael L. Printz Award                              | Ganador            | [ 49 ] |
| 2018 | Odyssey Award for Excellence in Audiobook Production | Ganador            | [ 50 ] |
| 2018 | Waterstones Children's Book Prize for Older Fiction  | Ganador            | [ 42 ] |
| 2018 | William C. Morris Award                              | Ganador            | [ 51 ] |

### Desafíos
La Asociación de Bibliotecas de Estados Unidos incluyó el libro como uno de los diez libros más cuestionados de 2017, 2018 y 2020 "porque se consideró 'generalmente vulgar'", contenía "uso de drogas, blasfemias y lenguaje ofensivo", así como referencias sexuales, y "se pensaba que promovía un mensaje contra la policía".
En julio de 2018, un sindicato de policías de Carolina del Sur planteó objeciones a la inclusión del libro, así como del tema similar All American Boys de Brendan Kiely y Jason Reynolds, en la lista de lectura de verano para estudiantes de noveno grado de Wando High School. Un representante del cuerpo policial describió la inclusión de los libros como "casi un adoctrinamiento de la desconfianza hacia la policía" y afirmó que "tenemos que poner fin a eso". Los libros permanecieron en la lista y la directora de Wando fue luego reconocida por la asociación de bibliotecas escolares estatales por su defensa de los libros cuestionados.
El libro fue retirado de las bibliotecas escolares del Distrito Escolar Independiente de Katy debido a su lenguaje explícito. Thomas respondió a estos desafíos defendiendo el mensaje del libro y diciendo que es un estímulo para la conversación. En diciembre de 2021, también se eliminó de algunas bibliotecas del distrito escolar del condado de Washington por contenido explícito.

## Adaptación

### Película
Fox 2000 optó por una adaptación cinematográfica de El odio que das en marzo de 2017, poco después de la subasta del libro. El director George Tillman Jr. y la actriz Amandla Stenberg se unieron inmediatamente al proyecto. La película también presenta a Issa Rae, Regina Hall, Russell Hornsby, Algee Smith, KJ Apa, Lamar Johnson, Anthony Mackie, Common y Sabrina Carpenter. La película está basada en un guion de Audrey Wells, quien murió un día antes de su estreno. El casting de Stenberg recibió algunas críticas debido a su tez más clara en comparación con la chica de la portada de la novela. La película tuvo un lanzamiento limitado el 5 de octubre de 2018 y un lanzamiento amplio el 19 de octubre de 2018. La película fue recibida favorablemente, con una puntuación de los críticos de Rotten Tomatoes de 8,2 sobre 10, y un A+ de CinemaScore. En marzo de 2019, la película tuvo una taquilla mundial bruta de 34 millones de dólares frente a un presupuesto de 23 millones de dólares.

### Audiolibro
Harper Audio lanzó un audiolibro el mismo día que la novela y contó con la narración de Bahni Turpin, a quien Thomas había seleccionado. La productora de audiolibros Caitlin Garing habló de la importancia de hacer coincidir el material con el narrador y habló de la habilidad de Turpin, "puedes confiar en ella para llegar al corazón de una historia y llevar al oyente allí". Recibió buenas reseñas y ganó los premios Audie a la mejor artista joven y mejor narradora femenina. En su discurso de aceptación, Turpin dijo que era "un libro importante para nuestro tiempo". También ganó el premio Odyssey 2018 al mejor audiolibro para niños. La presidenta del comité de Odyssey, Joan Schroeder Kindig, dijo: "La poderosa narración de esta oportuna novela de Bahni Turpin inspirará a los oyentes a encontrar sus propias voces". Turpin restó importancia al premio diciendo: "No creo que el público esté al tanto de la mayoría de nuestros premios, aunque, en general, creo que los que más aprecian los premios son... las personas en el negocio de los libros". Publishers Weekly, en su reseña destacada del audiolibro, elogió las habilidades de Turpin para transmitir "la complejidad de la protagonista de 16 años que suena joven y madura para su edad, ya que confía en el cambio de código para navegar en dos entornos sociales diferentes". Maggie Knapp en su reseña destacada para School Library Journal y Lynette Pitrak en su reseña destacada para Booklist también elogiaron la capacidad de Turpin para capturar la voz de Starr en su actuación.